# Dissodactylus encopei
Dissodactylus encopei är en kräftdjursart. Dissodactylus encopei ingår i släktet Dissodactylus och familjen Pinnotheridae. Inga underarter finns listade i Catalogue of Life.